# Stasimopus palpiger
Stasimopus palpiger är en spindelart som beskrevs av Pocock 1902. Stasimopus palpiger ingår i släktet Stasimopus och familjen Ctenizidae. Inga underarter finns listade i Catalogue of Life.